# Сухайлі Абдулла Джавхарізаде
Сухайлі Абдулла Джавхарізаде (тадж. Суҳайли Ҷавҳаризода; 5 жовтня 1900, Істаравшан — 11 липня 1964, Душанбе) — журналіст, поет, член Спілки письменників Таджикистану (1935).
Народився в сім'ї відомого поета Зуфархона Джавхарі (1860—1945). Перші роки свого нового життя провів учителем у школах, потім закінчив Державний педагогічний інститут імені Т. Г. Шевченка в Душанбе. З 1925 по 1957 рік — журналіст. В останні роки він був редактором Таджицького державного видавництва.
У 1933 році вийшла його перша збірка поезій, в 1935 — оповідання «Камбагал» і «Зафар», потім збірки поезій «Фатнома» (1936), «Тухфа» (1937), «Гульдаста» (1939), «Бӯстон» (1940). Драма «Пионер Содиқ» була опублікована в 1939 році. Під час Великої Вітчизняної війни написав збірку поезій «Подарунок героям Батьківщини» (1944) та повість «Сила дружби» (1944). У наступні роки було видано понад двадцять збірок його віршів, серед яких «Весна Батьківщини» (1951), «Весна дружби» (1956), «Доля Каріма» (1958), «Шукач» (1963), «Дзеркало сміху» (1965) тощо. Кілька його книг видано в Москві (російською мовою). Окремі вірші та оповідання О. Пушкіна, М. Лермонтова, М. Некрасова, І. Крилова, К. Чуковського, він переклав таджицькою.